# 深澤洋子
深澤 洋子（ふかざわ ようこ、1968年8月10日 - ）現姓:石川（いしかわ）は、北海道中川郡本別町出身のスピードスケート選手、カーリング選手。

## 来歴・人物
白樺学園高等学校から1987年、富士急行スケート部に入部、同期には石川善文、渡辺幸視がいた。
1989年、全日本実業団スピードスケート競技会女子500mで優勝した。
1992年のアルベールビルオリンピックでは女子500mで42秒18の24位、1000mで1分25秒00の24位となった。
2010年、退部したチームフジヤマのメンバーの代わりに加入、カーリング競技を始めた。加入しておよそ1ヶ月後の12月29日の山梨県選手権で優勝している。